# 外空物体所造成损害之国际责任公约
外空物体所造成损害之国际责任公约（英語：Convention on International Liability for Damage Caused by Space Objects），简称责任公约（英語：1972 LIAB），是1972年通过的太空法。公约订于伦敦、美国、莫斯科三地，于1972年9月1日生效，保存人是英国、美国、俄罗斯（继承自苏联）三国政府。

## 背景
各缔约国确认人类对于促进为和平目的的外空之探测使用同表关注；确认亟需制订关于外空物体所造成损害之责任的有效国际规则程序，并深信其有助于加强相关国际合作，制订本公约各条款。

## 内容
公约（第2条）规定发射国对其外空物体在地球表面及对飞行中的航空器所造成的损害，应负给付赔偿的绝对责任，（第3条）规定发射国外空物体在地表以外对另一发射国外空物体或所载之人或财产造成损害时，唯有损害系前者过失，前者始有责任。
公约（第4条）还规定了第三国应负连带及个别责任的情况，和赔偿分摊办法。